# 吉吉亞德科洛尼
吉吉亞德科洛尼（法語：Djiguiya De Koloni），是馬里的城鎮，位於該國南部，由錫卡索區的揚福利拉省負責管轄，處於揚福利拉東南面46公里，面積559平方公里，2009年人口6,857，人口密度每平方公里12人。